# Allmenhausen

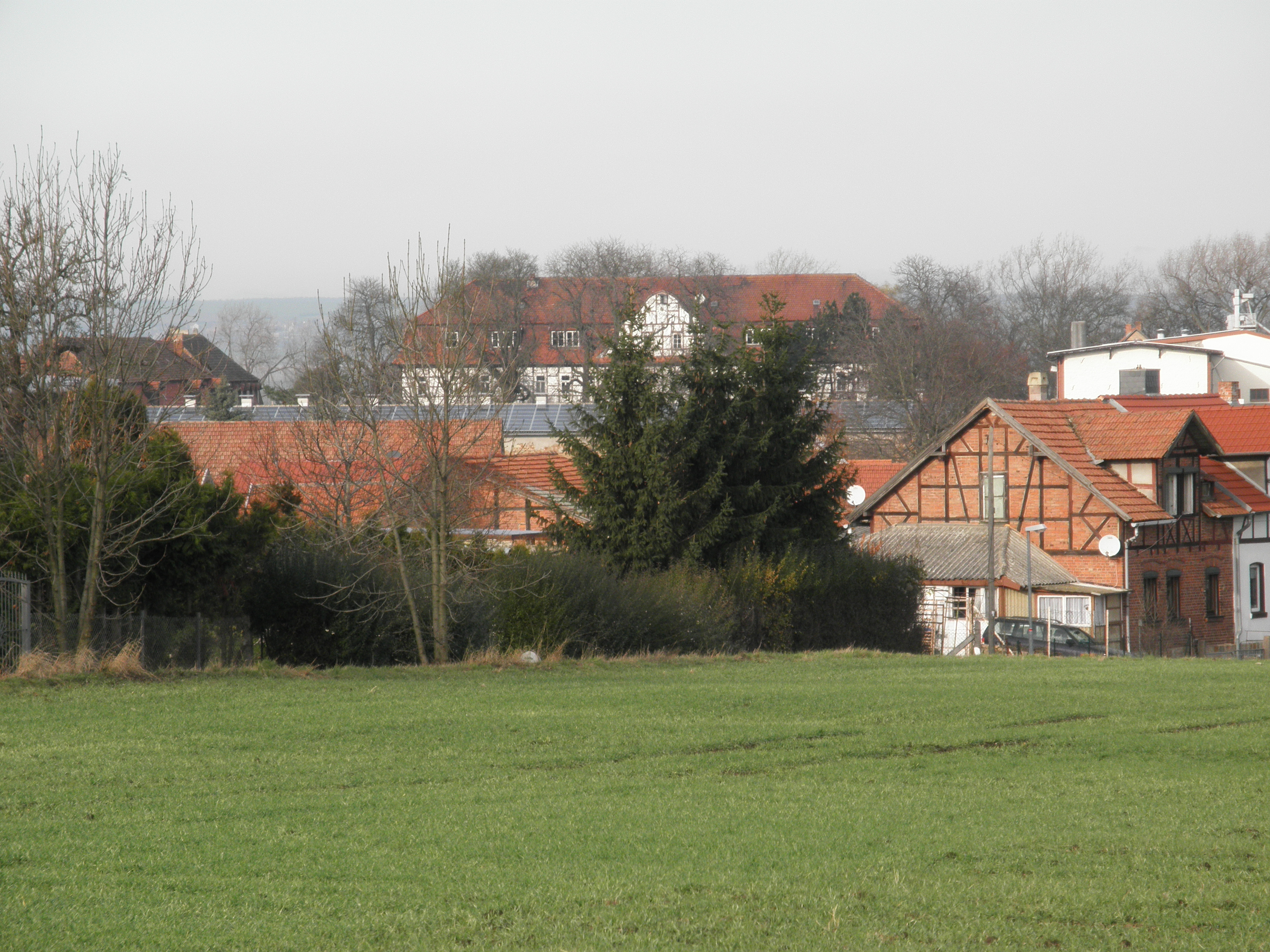
Allmenhausener Rittergut (im Hintergrund) (2012)

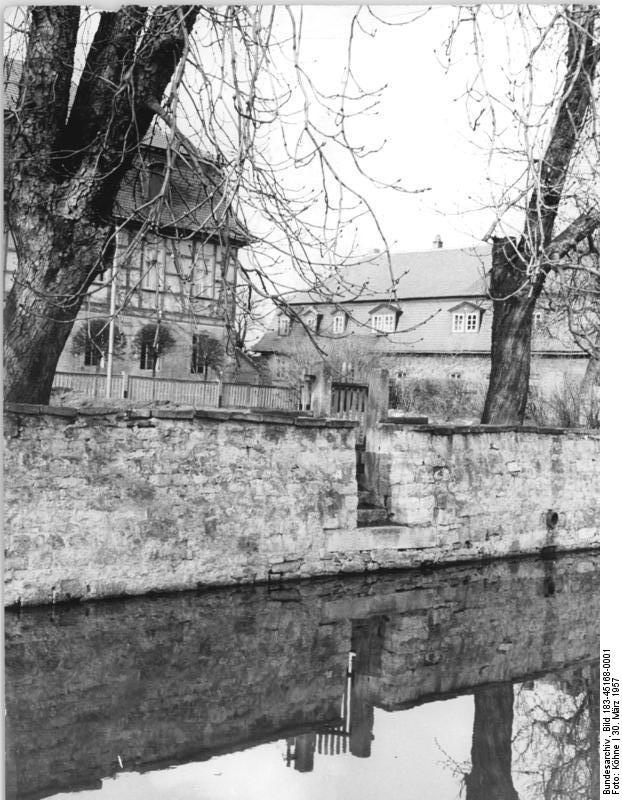
Gut Allmenhausen (1957)

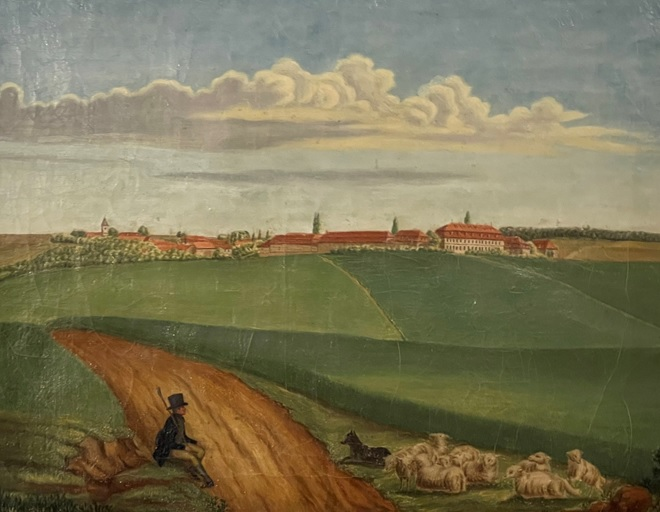
Allmenhausen um 1860, gemalt von Albin Eggert (Privatbesitz)

Allmenhausen ist ein Ortsteil der Stadt Ebeleben im südwestlichen Teil des thüringischen Kyffhäuserkreises.

## Geografie
Der am Westerbach gelegene Ort Allmenhausen befindet sich am Nordrand der Heilinger Höhen etwa 5 Kilometer südlich der Kernstadt Ebeleben und etwa 18 Kilometer (Luftlinie) südwestlich der Kreisstadt Sondershausen.

## Geschichte
Die erste urkundliche Erwähnung erfolgte am 17. Juni 1133. Ab ca. 1295 waren die Herren von Schlotheim mit der Burg belehnt. 1336 kam Allmenhausen durch einen Erbvertrag an die Grafen von Schwarzburg, blieb aber bis ins 16. Jahrhundert von den Schlotheimer Ministerialen bewohnt. 1501 begann man im Ort mit dem Bau der Kirche Sankt Maria. 1776 wurde das Schloss abgerissen und an gleicher Stelle eine fürstliche Domäne errichtet. 1816 verlor Allmenhausen seine eigenständige Gerichtsbarkeit und wurde mit dem Amt Ebeleben zusammengelegt.
Von 1813 (1809?) bis 1855 bewirtschaftete der Amtmann Ludwig Thilo Johann Eggert mit seiner Frau Johanna Louise Ernestine geb. Kleemann (erhaltener monumentaler Grabstein am ehemaligen Zugang zur Kirche) das Kammergut (ca. 3.000 Morgen) und zahlte ein Pachtgeld in Höhe von 2750 Thaler pro Halbjahr. Um das Jahr 1813 bestand auch ein 12-jähriger Pachtvertrag über das fürstliche Kammergut zu Sallmannshausen. Er führte ab 1836 den Titel „Fürstlich-Schwarzburger Domainenrath“. Sein Sohn Carl Ludwig Eduard Eggert sowie August Krieger aus Straußberg wurden Mitpächter. Eduard Eggert wurde 1836 zum „Amtmann“ ernannt. Nach Auslaufen des Pachtvertrags 1855 verließ er zusammen mit seinem Vater Allmenhausen und übernahm die Erbpacht des Gutes Österkörner von seinem Onkel Carl Christoph Eggert.
Der letzte Pächter der Domäne war Otto Reißig, bevor das Gut zur Zeit der SBZ entschädigungslos enteignet und zum VEG wurde. Es spezialisierte sich auf Schweinezucht. Heute (Stand 2012) ist es in privater Hand.
1990 wird Allmenhausen dem Kreis Sondershausen im Freistaat Thüringen zugeordnet. Im Jahre 1994 erfolgte die endgültige Eingemeindung nach Ebeleben.
Seit 1991 ist Allmenhausen mit der hessischen Gemeinde Glauburg verschwistert.

## Politik
Politisch wird der Ortsteil durch einen Ortsteilrat mit 4 Mitgliedern (Freie Wähler) sowie dem Ortsteilbürgermeister Lothar Lippmann (Freie Wähler) vertreten. Die Arbeit des Ortsteilrates wird im Internet allen Bürgern zugänglich gemacht.

## Verkehr
Allmenhausen liegt direkt an der B 84. Weiterhin führt die Landstraße 2092 nach Freienbessingen.

## Kultur und Sehenswürdigkeiten

### Vereine
In Allmenhausen gibt es einen Sportverein, einen Verein der Rassegeflügelzüchter, einen Karnevalverein sowie eine Burschenschaft und eine Theatergruppe.

### Veranstaltungen
Gesellschaftliche Höhepunkte sind der Karneval mit drei Prunksitzungen, das Dorffest, die Kirmes, das Sportfest, das Feuerwehrfest und der Feuerwehrball sowie alle zwei Jahre die Ausstellung der Rassegeflügelzüchter.

### Bauwerke
- Die evangelische Pfarrkirche St. Maria ist eine 1501 erbaute Saalkirche mit eingezogenem Westturm. Der Turm mit Zeltdach besitzt im Glockengeschoss Maßwerkfenster mit Dreischneuß. Im 18. Jahrhundert erhielt das Gebäude ein Mansarddach und im 19. Jahrhundert große Spitzbogenfenster. Die Nordseite weist zwei gotische Spitzbogenportale mit Ritzzeichnung auf. Der Saal enthält eine flache Holztonne und zweigeschossige dreiseitige Emporen. Der Kanzelaltar wird Jacob Töpfer um 1690 zugeschrieben. Er zeigt geschnitztes Laubwerk mit Putten und am Korb das Wappen derer von Schlotheim. Das Orgelprospekt stammt aus dem späten 18. Jahrhundert.[2] An der Südseite des Kirchenschiffs befand sich ein in Fachwerk gebauter eigener Zugang für die Rittergutsfamilie. Er verfiel zur DDR-Zeit und wurde abgerissen. Grobes Mauerwerk im Südosten des Kirchenschiffes zeigt seinen ehemaligen Standort an.
- Denkmal für gefallene Soldaten
- Gut mit Park

Bilder der Kirche
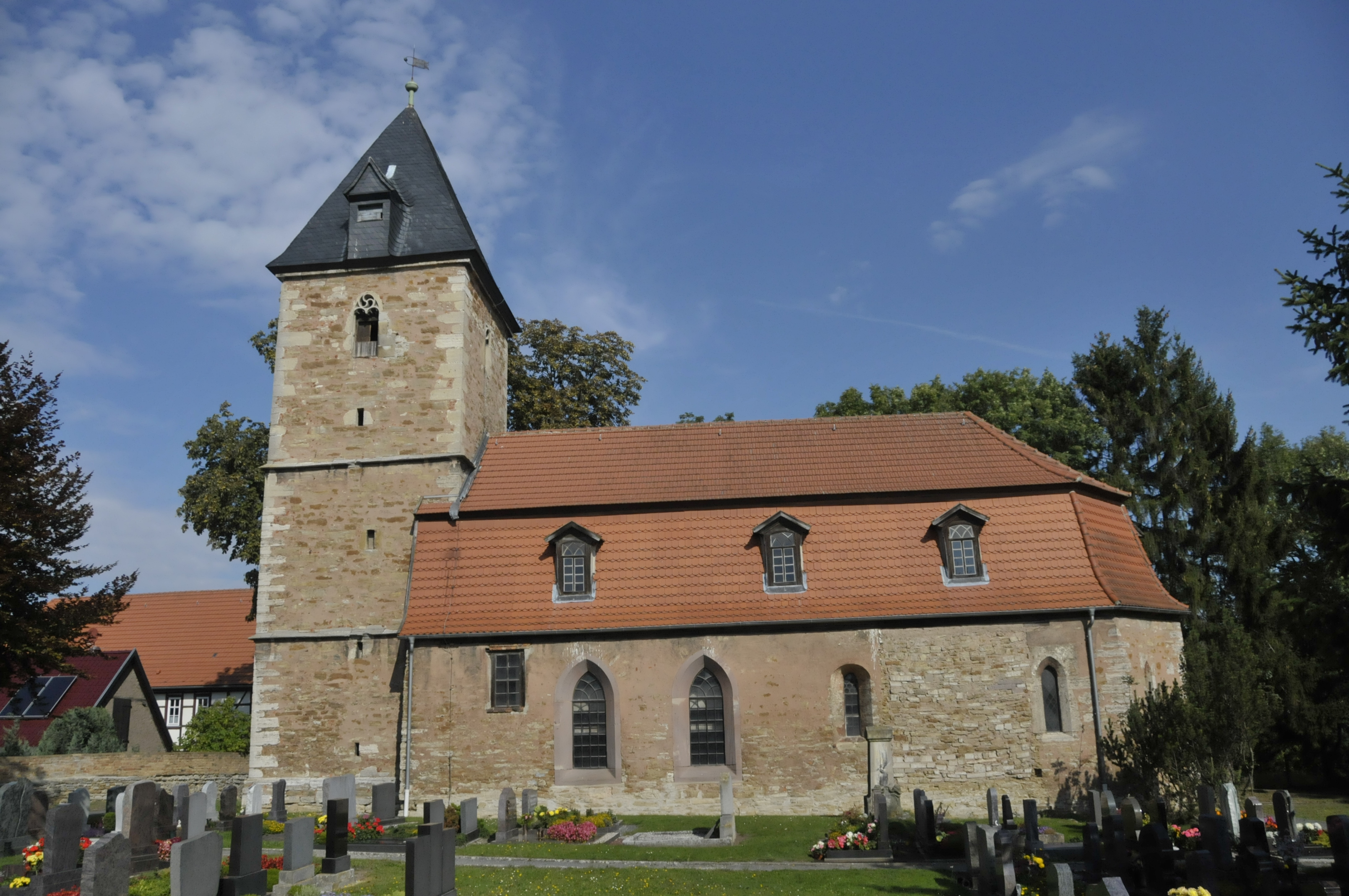
Südseite, rechts im Bild: grobes Mauerwerk, einstiger Zugang für die Familie des Rittergutes
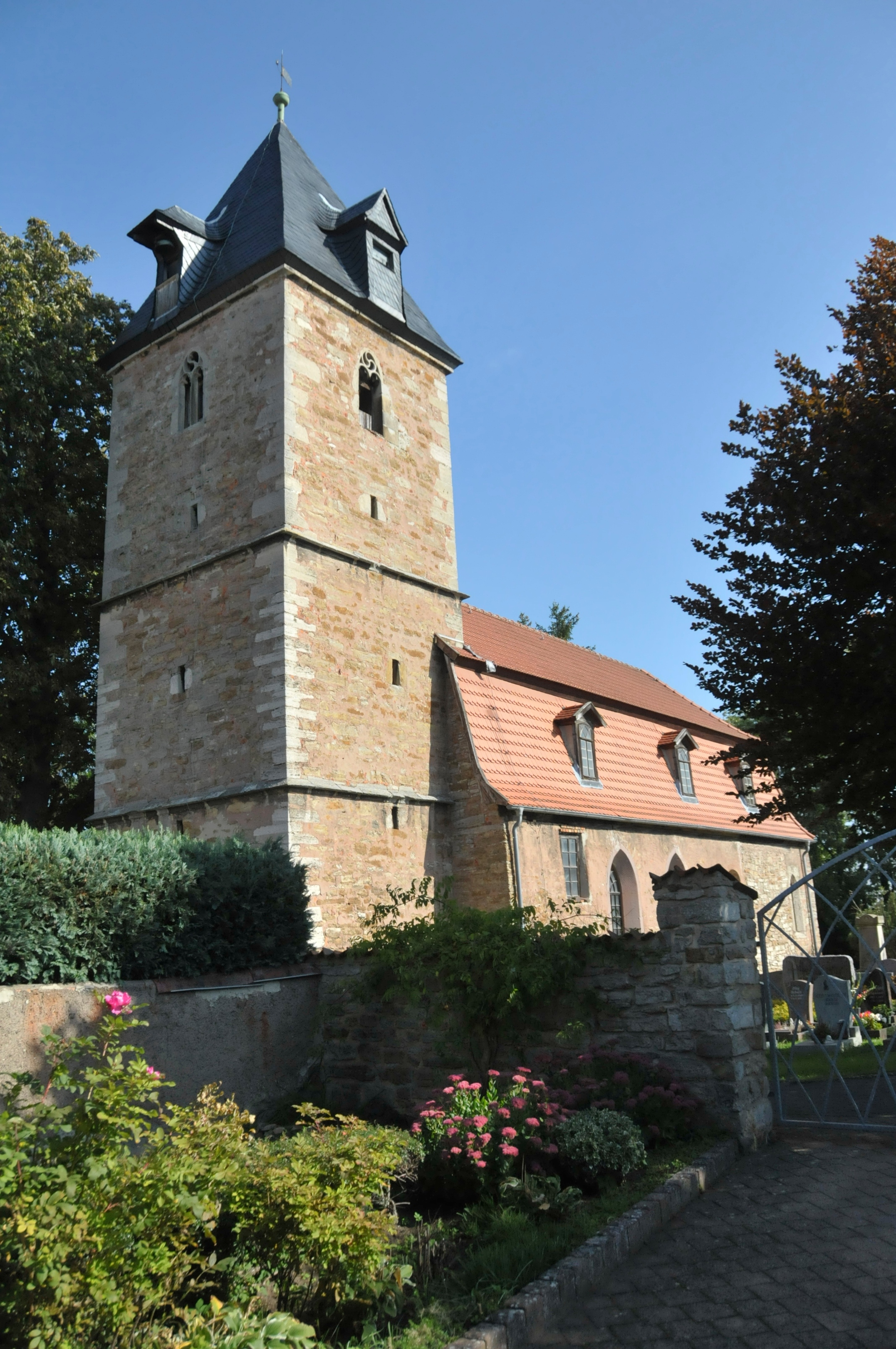
Blick von Südwest
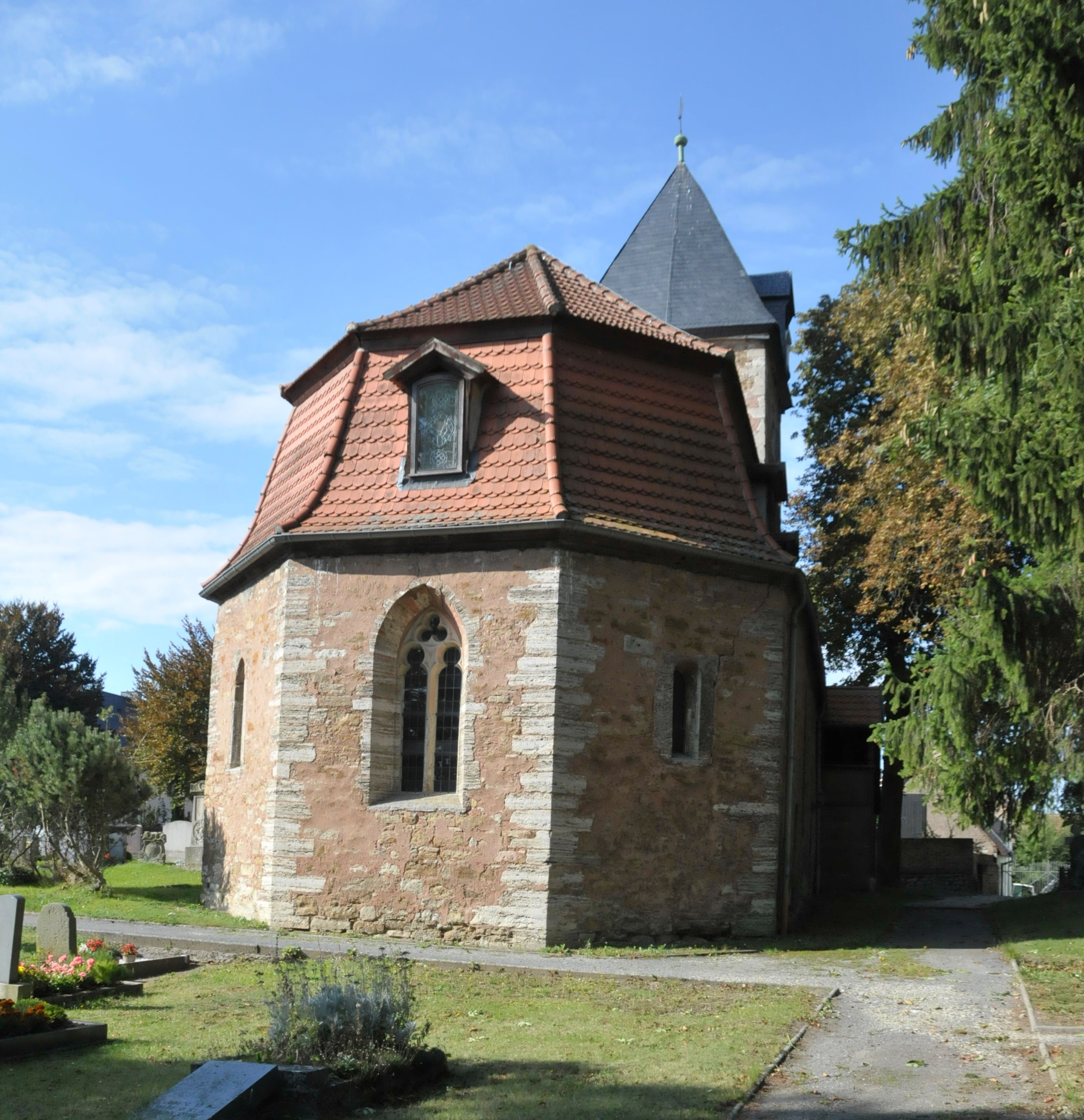
Ostseite
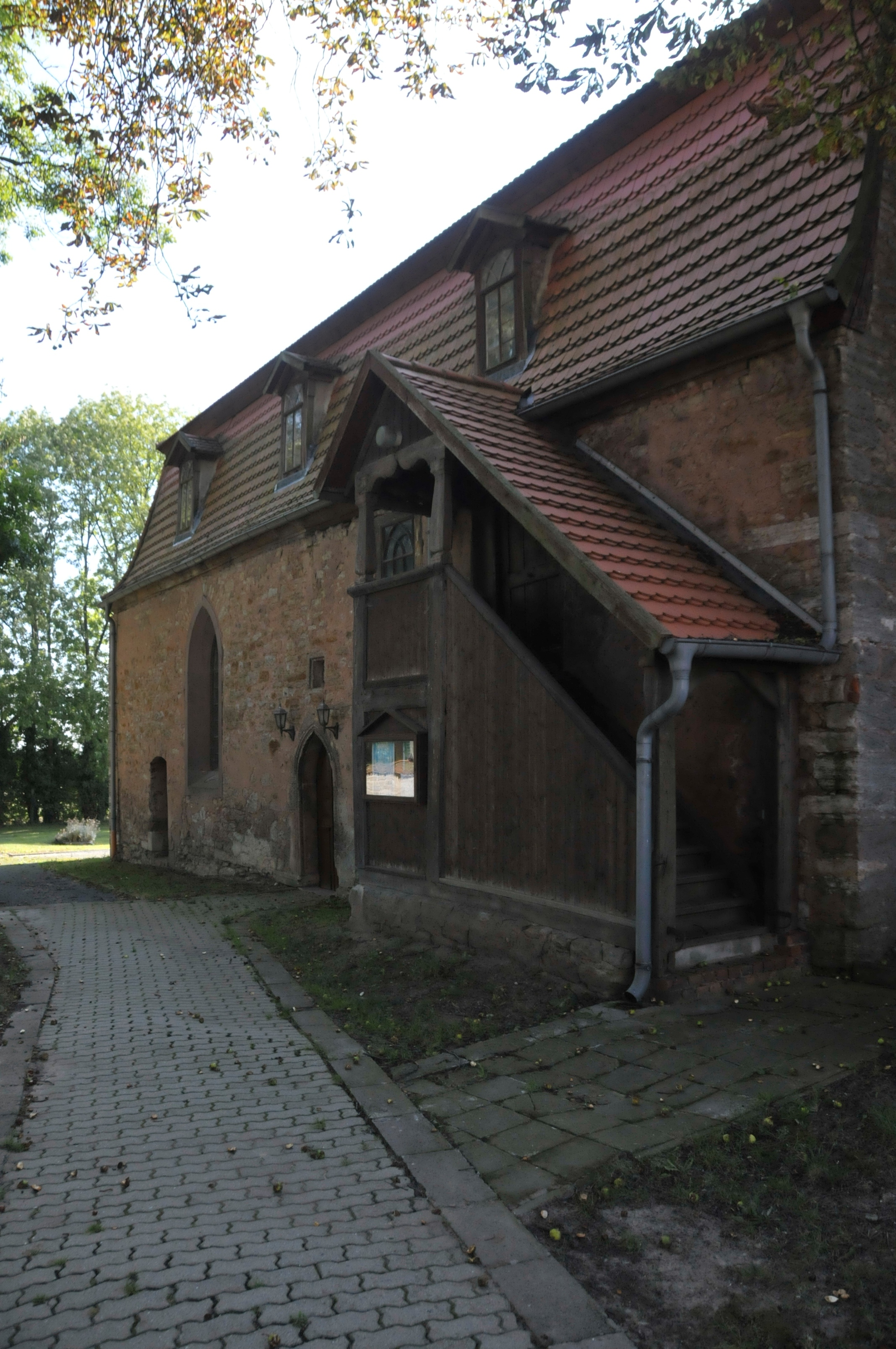
Nordseite: Emporenaufgang
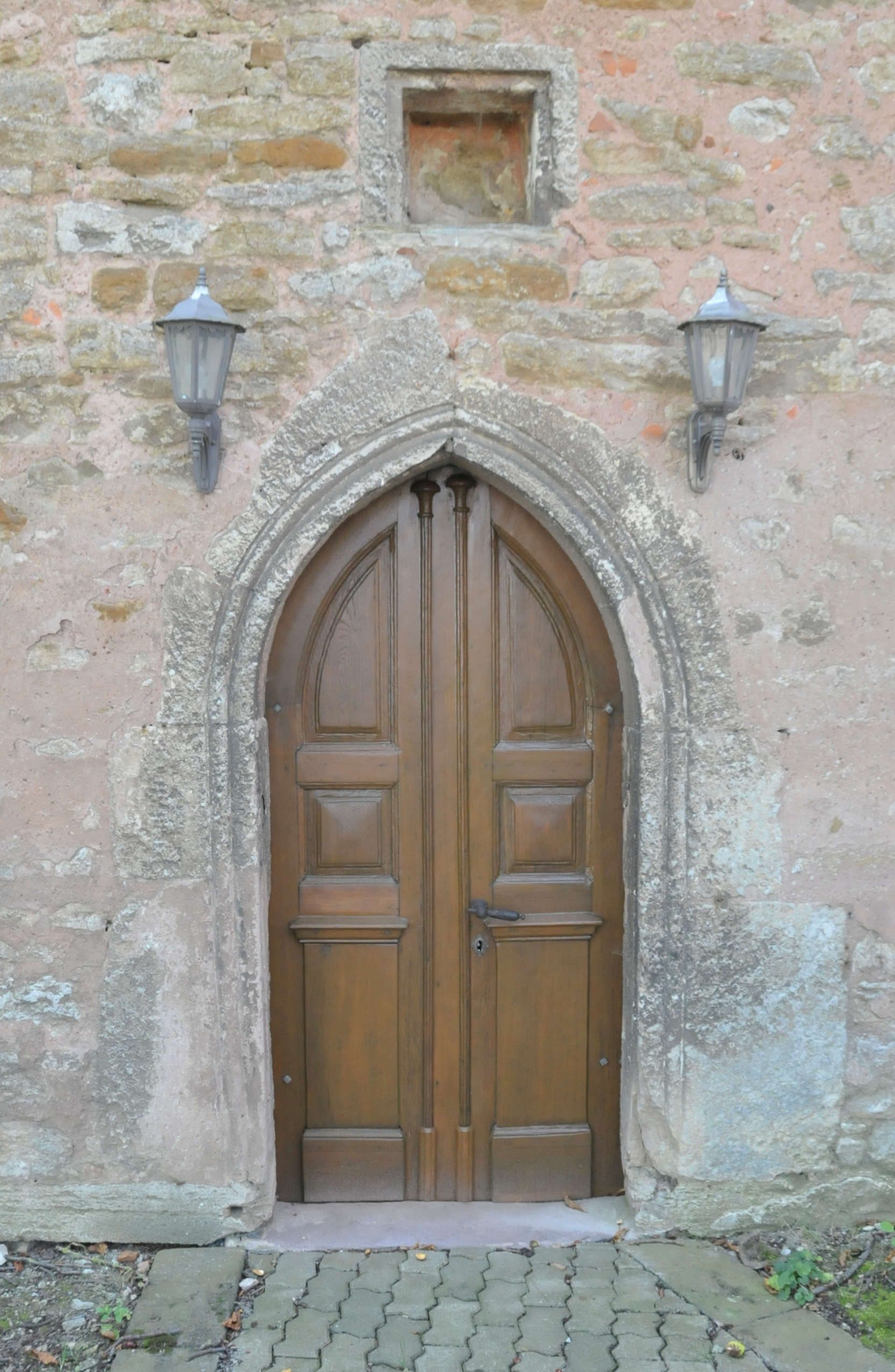
Nordseite: Spitzbogenportal
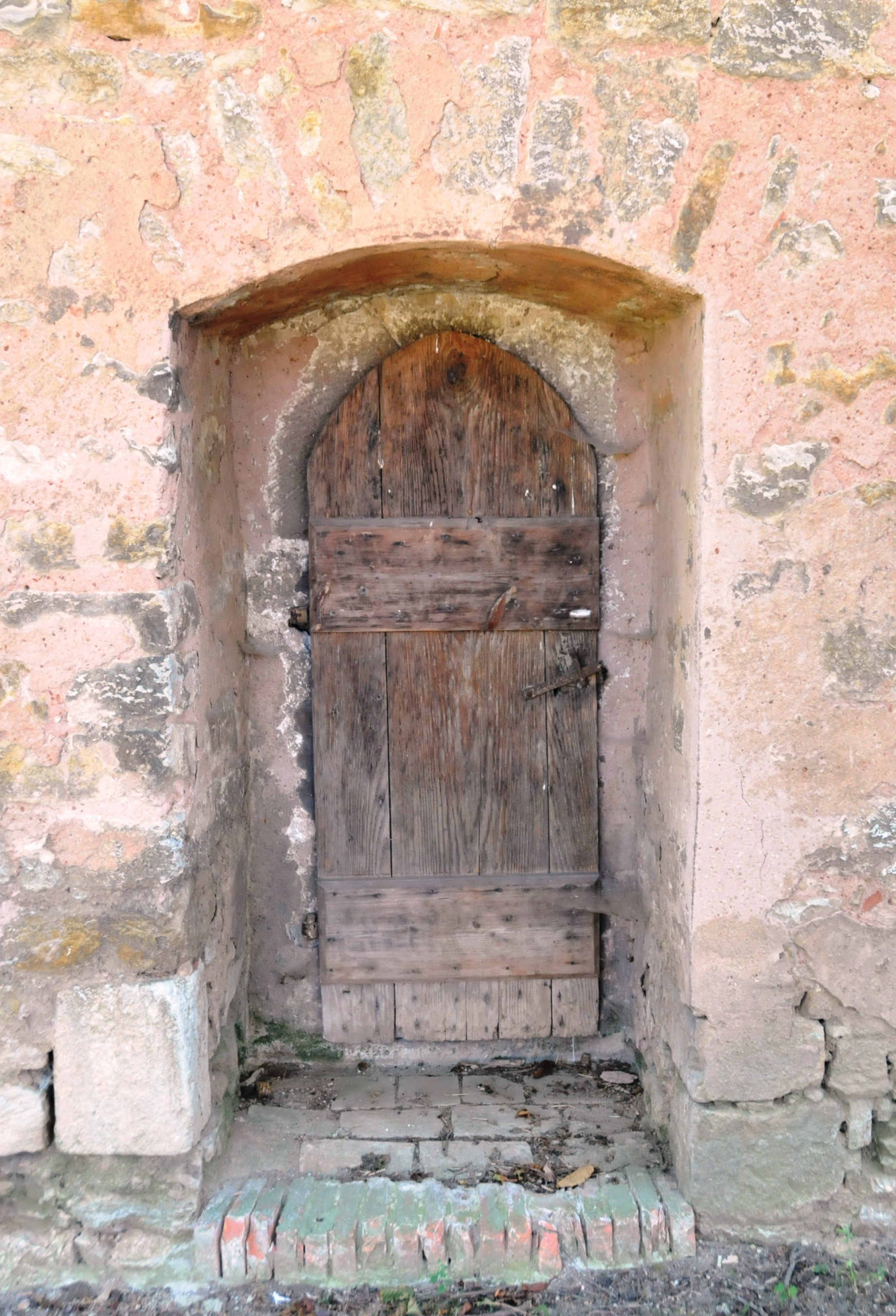
Nordseite: Spitzbogenportal
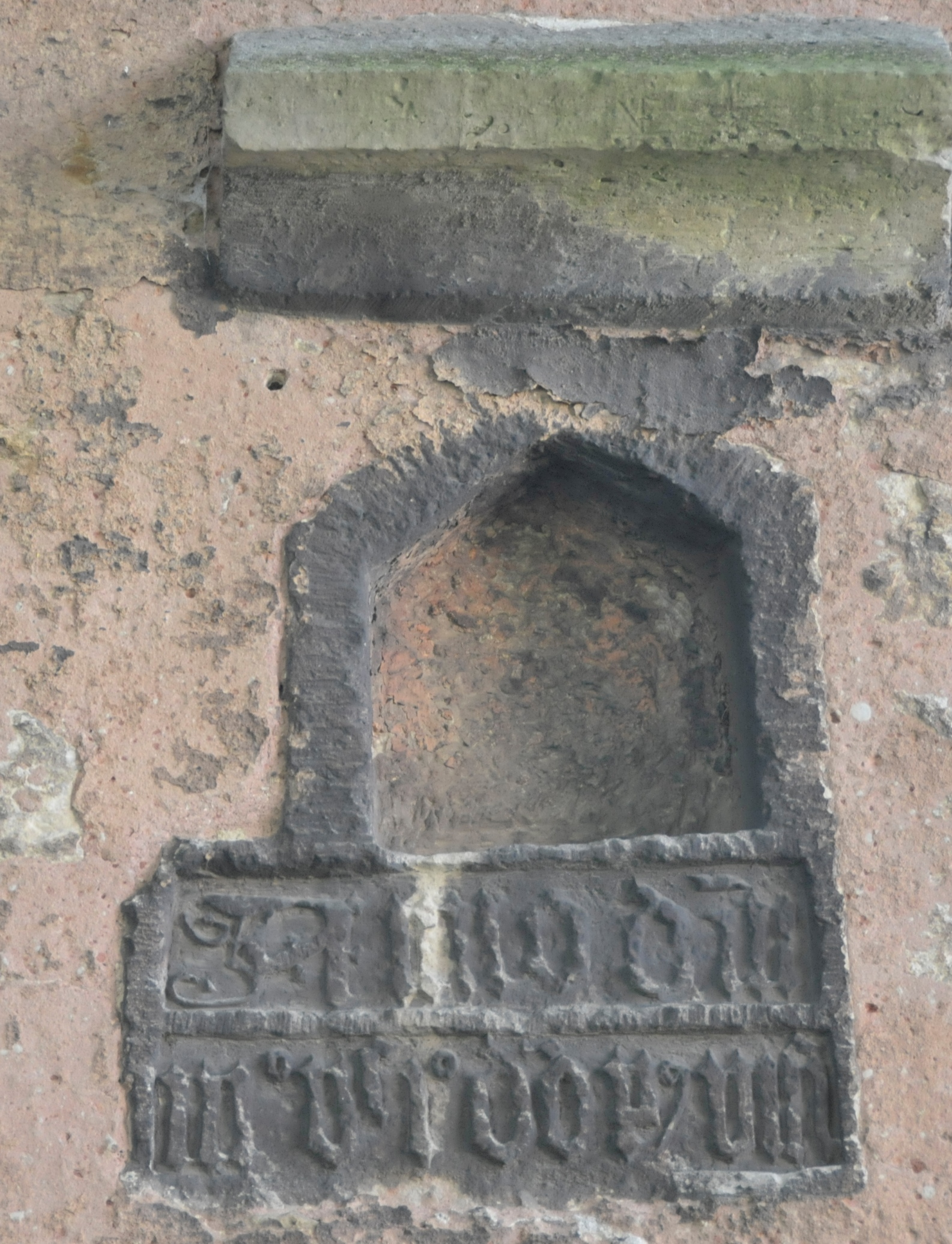
Nordseite: Steinfragment

## Persönlichkeiten
- Karl Wilhelm von Schlotheim (1718–1783), Hessen-kasselscher Generalleutnant
- Johann Georg August Galletti (1750–1828), „Vater der Kathederblüten“, 1772–1775 Hauslehrer der Freiherrn von Schlotheim auf Schloss Allmenhausen
- Ernst Friedrich von Schlotheim (1764–1832), Geologe, Paläontologe und Oberhofmarschall
- Ludwig Thilo Johann Eggert (* 21. August 1783, † 1. Oktober 1856), Fürstlich-Schwarzburger Domänenrat
- J. Wilhelm Ludwig Schmidt (* 11. August 1811, † 3. April 1849), Gastwirt und Ökonom
- Johann Karl Lungershausen (* 5. November 1848, † 25. Oktober 1907), Lehrer und Kantor in Allmenhausen